# 2015 en Tunisie
Chronologie de la Tunisie
- 2011
- 2012
- 2013
- 2014
- 2015
- 2016
- 2017
- 2018
- 2019

Cet article présente les faits marquants de l'année 2015 en Tunisie.

## Gouvernement
- Président de la République : Béji Caïd Essebsi (depuis le 31 décembre 2014)
- Chef du gouvernement : Mehdi Jomaa puis Habib Essid (depuis le 6 février)
- Président de l'Assemblée des représentants du peuple : Mohamed Ennaceur (depuis le 4 décembre 2014)
- Gouvernement : Mehdi Jomaa puis Habib Essid
- Législature : Ire législature

## Chronologie

### Janvier
- 1er janvier : La vague de froid qui a frappé le Nord-Ouest du pays et les chutes de neige provoquent des coupures d'électricité et d'eau courante ainsi que l'interruption de la circulation. Des citoyens sont évacués par la garde nationale et l'armée, qui est intervenue auprès d'une cinquantaine de familles, comme l'indique le porte-parole du ministère de la Défense, Belhassan Oueslati. Des moyens de transport militaires sont fournis dans le but de déplacer les personnes bloquées et dégager les routes[1].
- 5 janvier : Habib Essid est désigné chef du gouvernement.

### Février
- 5 février : Le gouvernement Habib Essid obtient la confiance de l'Assemblée des représentants du peuple ; il est investi le 6 février.

### Mars
- 18 mars : L'attaque du musée du Bardo a lieu près de Tunis.
- 28 mars : L'opération de Sidi Aïch conduit à la mort de Lokman Abou Sakhr.

### Mai
- 25 mai : Une tuerie a lieu à la caserne de Bouchoucha de Tunis, faisant sept morts et dix blessés parmi les militaires.

### Juin
- 26 juin : L'attentat de Sousse a lieu dans un hôtel dans la zone touristique au nord de Sousse.

### Juillet
- 4 juillet : Le président  Béji Caïd Essebsi décrète l'état d'urgence dans tout le pays, pour une durée de 30 jours renouvelables.

### Octobre
- 2 octobre : le président Béji Caïd Essebsi lève l'état d'urgence décrété le 4 juillet[2].
- 9 octobre : le prix Nobel de la paix est décerné au quartet du dialogue national[3].

### Novembre
- 24 novembre : Un attentat à Tunis contre un bus de la garde présidentielle fait douze morts, l'état d'urgence est alors décrété pour trente jours.

## Culture
- Les Prépondérants, roman de Hédi Kaddour publié en 2015 aux éditions Gallimard et ayant conjointement reçu, avec 2084 : la fin du monde de Boualem Sansal, le grand prix du roman de l'Académie française la même année.
- 25 avril : le Comar d'or est attribué à :
  - ouvrage en langue arabe : الطلياني (Etalyenni (ar), soit L'Italien) de Chokri Mabkhout ;
  - ouvrage en langue française :  Les Trois Grâces d'Anouar Attia.

## Décès
- 17 janvier : Habib Ben Dhiab, acteur ;
- 28 janvier : Ridha Drira, dramaturge et universitaire ;
- 10 février : Rafik Tlili, homme politique ;
- 23 février : Abdelaziz Ben Dhia, homme politique et ancien ministre ;
- 24 mars : Moncef Ben Salem, universitaire et ancien ministre ;
- 25 mars : Foued Zaouche, peintre et écrivain ;
- 29 mars : Ezzedine Gannoun,  metteur en scène et comédien ;
- 19 avril : Ahmed Laghmani, poète ;
- 26 mai : Ahmed Chtourou, homme politique et ancien ministre ;
- 1er juillet : Mohamed Yalaoui, chercheur universitaire et ancien ministre ;
- 13 août : Monia Ouertani, actrice ;
- 22 septembre : Mokhtar Yahyaoui, juge et militant des droits de l'homme ;
- 10 octobre : Mahmoud Sehili, artiste peintre ;
- 10 octobre : Sophie El Goulli, romancière et historienne d'art ;
- 27 octobre : Fatma Boussaha, chanteuse ;
- 20 novembre : Ahmed Snoussi, acteur et dramaturge ;
- 13 décembre : Abdeljelil Zaouche, chirurgien, universitaire et syndicaliste.